# Nocturnal
Nocturnal er det tredje album fra det melodiske dødsmetal-band The Black Dahlia Murder som blev udgivet i 2007 gennem Metal Blade Records. Nocturnal er det første album med den nye bassist Bart Williams som afløste Dave Lock og trommeslager Shannon Lucas der erstattede turnétrommeslageren Pierre Langois. 
Det andet spor "What a Horrible Night to Have a Curse" er taget fra navnet til deres første demo ep. Navnet til sangen og demoen blev taget fra Castlevania II: Simon's Quest hvor hovedpersonen Simon Belmont bekræfter det ved mørkets frembrud. I slutningen på titelsporet "Nocturnal" er der et lydklip fra filmen The Monster Squad. 

## Numre
1. "Everything Went Black" – 3:17
2. "What a Horrible Night To Have a Curse" – 3:50
3. "Virally Yours" – 3:02
4. "I Worship Only What You Bleed" – 1:59
5. "Nocturnal" – 3:12
6. "Deathmask Divine" – 3:37
7. "Of Darkness Spawned" – 3:22
8. "Climactic Degradation" – 2:39
9. "To a Breathless Oblivion" – 4:57
10. "Warborn" – 4:40

## Musikere
- Trevor Strnad – Vokal
- Brian Eschbach – Guitar
- John Kempainen – Guitar
- Bart Williams – Bas
- Shannon Lucas – Trommer

## Placering på hitliste

### Album
| År   | Hitliste               | Placering |
| ---- | ---------------------- | --------- |
| 2007 | Billboard 200          | Nr. 72    |
| 2007 | Top Independent Albums | Nr. 5     |